# ماري روبينيت كوال
ماري روبينيت كوال هي كاتبة أمريكية ولدت في 8 فبراير 1969 م.